# 霸王餐
霸王餐，又稱白吃白喝，是指在餐馆或小吃店中，點餐消費而故意不付錢的行為，多數的餐廳是採取用完餐才結帳的方式，這就會讓部分客戶有機會用完餐故意不付錢就離開餐廳的情形，而其他類似情形也包括：搭霸王計程車，也就是到目的地後，故意不支付車資就下車離開。

## 法律問題
- 屬於詐欺之理論

用餐不付錢，是以錯誤付款的意思表示的訊息（詐術）使店家陷入錯誤（上當），非法取得用餐不付錢的利益，而店家也會損失原本可以服務其他客戶獲得收益的餐點、場地與人事，故屬詐欺。若以虛偽客觀外在事實（如：佯稱朋友、学校等第三方人物或组织會幫忙付帳），更屬於詐欺。
- 不屬於詐欺之理論

點餐本身不屬於付款的意思表示，更不是付帳的承諾，而付款意思純屬內心主觀的想法，因此沒有傳遞錯誤的訊息（詐術），就算因此取得用餐不付錢的利益，也純屬民事不當得利、或債務不履行的問題而已。
- 普通法司法管轄區

在英格蘭及威爾士、北愛爾蘭、愛爾蘭共和國、香港特別行政區等實行普通法的司法管轄區，吃霸王餐的行為可能構成“不付款而離去罪”（Making off Without Payment）。

## 事例
- 用完餐，找藉口溜走，不付錢。[2]
- 耍流氓，威脅吃免錢的。或拒不付帳。[3]
- 用完餐才称沒錢支付餐點消費，拒绝结账。[4]
- 屢次賒帳表示擇日再補，仍持續找藉口拖延。
- 使用外送平台叫餐送到府，用戶已取餐卻謊報餐點未到、退回訂單或是點選現金付款方式謊稱會付給店家；或者外送人員在送餐途中偷吃客戶餐點。
- 明知無力支付卻故意大量點餐。
- 共食餐點時，每次用完餐後假裝沒事，總有一天付款人會忘記收費。

## 外部連結
- "霸王餐" - 搜索 Google 圖書